# Uppsala-DLR Trojan Survey
L'Uppsala-DLR Trojan Survey (UDTS) était un programme de recherche pour étudier les trajectoires et la distribution des astéroïdes proches de Jupiter, ceux qui sont aux points L4 et L5 et ceux dont la vue est fréquemment bloqués par Jupiter[Quoi ?]. Ce programme ne doit pas être confondu avec l'Uppsala-DLR Asteroid Survey (UDAS) qui a démarré peu après la fin d'UDTS.
Ce groupe de 400 astéroïdes est appelé astéroïde troyen, d'après les noms donnés à chacun de ces astéroïdes, ceux des héros Grecs et Troyens.
Cette étude fut conduite par l'université d'Uppsala en Suède, en collaboration avec le Deutsches Zentrum für Luft- und Raumfahrt (DLR) par Claes-Ingvar Lagerkvist, Gerhard Hahn, Stefano Mottola, Magnus Lundström et Uri Carsenty.
Le télescope de Schmidt a été utilisé sur une portion de ciel de 900 degrés carré autour du point de Lagrange L4 de Jupiter durant l'automne 1996 pour identifier les astéroïdes et des données supplémentaires sont collectées via le télescope Bochum de 60 centimètres de l'observatoire de La Silla.
Un des objets découverts, 308P/Lagerkvist-Carsenty (P/1997 T3) présente des caractéristiques inhabituelles, certaines font penser à un astéroïde mais il possède une queue faisant penser à une comète.
Il est crédité par le Centre des planètes mineures de la découverte de 62 astéroïdes en 1996 et en 1997.

## Astéroïdes découverts
| (13181) Pénélée    | 11 septembre 1996 |
| (13182) 1996 SO8   | 16 septembre 1996 |
| (14518) 1996 RZ30  | 13 septembre 1996 |
| (15913) Télémaque  | 1er octobre 1997  |
| (20144) 1996 RA33  | 15 septembre 1996 |
| (21271) 1996 RF33  | 15 septembre 1996 |
| (21370) 1997 TB28  | 1er octobre 1997  |
| (21371) 1997 TD28  | 1er octobre 1997  |
| (21372) 1997 TM28  | 6 octobre 1997    |
| (23622) 1996 RW29  | 12 septembre 1996 |
| (23709) 1997 TA28  | 1er octobre 1997  |
| (24882) 1996 RK30  | 13 septembre 1996 |
| (31170) 1997 WO58  | 26 novembre 1997  |
| (35277) 1996 RV27  | 10 septembre 1996 |
| (35363) 1997 TV28  | 6 octobre 1997    |
| (35373) 1997 UT25  | 25 octobre 1997   |
| (37714) 1996 RK29  | 11 septembre 1996 |
| (37715) 1996 RN31  | 13 septembre 1996 |
| (37716) 1996 RP32  | 15 septembre 1996 |
| (37790) 1997 UX26  | 27 octobre 1997   |
| (39691) 1996 RR31  | 13 septembre 1996 |
| (39692) 1996 RB32  | 14 septembre 1996 |
| (39798) 1997 TW28  | 6 octobre 1997    |
| (42554) 1996 RJ28  | 11 septembre 1996 |
| (42555) 1996 RU31  | 13 septembre 1996 |
| (46676) 1996 RF29  | 11 septembre 1996 |
| (52645) 1997 XR13  | 2 décembre 1997   |
| (58478) 1996 RC29  | 11 septembre 1996 |
| (58479) 1996 RJ29  | 11 septembre 1996 |
| (58480) 1996 RJ33  | 15 septembre 1996 |
| (58658) 1997 WY57  | 27 novembre 1997  |
| (58659) 1997 WZ57  | 27 novembre 1997  |
| (65811) 1996 RW30  | 13 septembre 1996 |
| (79444) 1997 UM26  | 26 octobre 1997   |
| (85394) 1996 RT32  | 15 septembre 1996 |
| (85548) 1997 XX13  | 4 décembre 1997   |
| (90866) 1996 RA28  | 10 septembre 1996 |
| (90988) 1997 XS13  | 4 décembre 1997   |
| (100452) 1996 RY27 | 10 septembre 1996 |
| (100624) 1997 TR28 | 6 octobre 1997    |
| (100636) 1997 UY26 | 26 octobre 1997   |
| (100671) 1997 WN57 | 26 novembre 1997  |
| (100672) 1997 WF58 | 30 novembre 1997  |